# Más elmék problémája
Hogyan állapíthatjuk meg hogy a testekhez amelyek körülvesznek minket elmék is tartoznak, ha csak a viselkedésüket tudjuk megfigyelni? A filozófiának ezt az episztemológiai problémáját nevezzük a más elmék problémájának.
Könnyebben tárgyalhatjuk ezt a kérdést, ha több lépésre bontjuk:
1. Nem tudhatjuk, hogy ha látsz egy vörös színű tárgyat, akkor ugyanúgy érzékeled a vöröst, ahogy én is (tehát nem lehetünk biztosak benne, hogy ha ebben a pillanatban kicserélődne a tudatállapotunk, akkor ugyanazt az érzékletet én nem zöldként azonosítanám-e).
2. Ebből következően abban sem lehetünk biztosak, hogy mások rendelkeznek-e egyáltalán bármiféle érzékletekkel és nem csak automatikus idegi reakciókkal.
3. Soha nem szerezhetünk közvetlen tapasztalatot mások tudatállapotáról.

Következtetés: Soha nem győződhetünk meg arról, hogy valóban léteznek-e más elmék is a sajátunkon kívül. Ez a gondolatmenet vezethet el a szolipszizmusként ismert filozófiai állásponthoz.
Ezt a problémát több felől is megtámadták.
A főként John McDowell nevével fémjelzett redukcionista nézet úgy próbálta megoldani a fent említett első két felvetést, hogy kiváltságosnak nyilvánított bizonyos kifejezésformákat (mint például a "fájdalmaim vannak"), amelyek révén közvetlen betekintést nyerhetünk mások elméjébe. Tehát, bár így sem kerülhető meg a látszat problémája, miszerint soha nem állíthatjuk teljesen biztosan, hogy valóban hozzáférünk mások tudatállapotához, viszont az kijelenthető, hogy nem is vagyunk teljesen elzárva azoktól.
A redukcionista érveléssel szembeállítható egy biológiai alapú (és így valamelyest materialista) nézet: maradva a színérzékelésnél, vegyük a szem példáját. A retinának azok a csapjai, amelyek az elektromágneses spektrum "vörös"-ként megjelölt részére reagálnak, minden vizsgált alanynál hasonlóan voltak hangolva, így feltételezhetjük, hogy mindenki hasonlóképpen tapasztalja meg a vörös színt. Tudjuk azonban azt is, hogy vannak olyan emberek, akiknek a szeméből hiányoznak bizonyos fajta csapok (vagy akár az összes), előidézve ily módon a színvakság jelenségét, és más hasonló vizuális variációkat. Hasonlóképp, ugyanaz az inger az agysejtek és a dendritkapcsolatok különböző eloszlása (számos egyéb lehetséges változó mellett) nyomán eredményezhet különböző tudatállapotokat is. Megállapítható az is, hogy különböző kultúrák képviselőinek van saját szavuk a vörösre, akkor abban egyet is értenek egymással, hogy ezek a szavak a fény mely hullámhosszait is jelölik (lévén ugyanaz a hullámhossz ingerli a vörös színt érzékelő csapokat és az agy vörös/zöld csatornáit). Azonban még ha az ember agya és szeme lehet is olyan felépítésű, hogy mindenki ugyanazokat a hullámhosszakat érzékelje vörösként, akkor is elképzelhető, hogy ugyanezek a hullámhosszok egyeseknél mégis másféle élményeket idézzenek elő. Mi több, még ugyanazon személyben is kelthet különböző benyomásokat ugyanaz a külső inger attól függően, hogy az illető melyik szemét használja.
Végül, vannak még olyan vélemények is, miszerint önmagában már az arra való puszta képességünk is, hogy eszmét cseréljünk az egzisztenciális angst eme kérdéséről, megcáfolja a szolipszizmust. Ezen érvelés szerint minden elme alapvető kapcsolatban áll egymással; az egyéni gondolatvilágunk lehet eltérő, de az univerzum, amelyben létezünk, állandó, és így összeköt minket.

## Szakirodalom
- Wisdom, John, Más elmék (1952)
- Dennett, D.C., Agyviharok: Filozófiai esszék elméről és pszichológiáról (1978)